# Caesalpinia digyna
Caesalpinia digyna là một loài thực vật có hoa trong họ Đậu. Loài này được Rottler miêu tả khoa học đầu tiên.